# Jan Brzoza (1923–1980)
Jan Brzoza (ur. 5 stycznia 1923 w Pabianicach, zm. 27 lutego 1980 tamże) – polski urzędnik, społecznik, poseł na Sejm PRL, działacz Polskiego Towarzystwa Turystyczno-Krajoznawczego (PTTK).

## Życiorys

### Praca zawodowa
Przez wiele lat pracował w Pabianickich Zakładach Przemysłu Bawełnianego („PAMOTEX”), gdzie był przewodniczącym Rady Zakładowej.

### Działalność społeczna
Był aktywistą społecznym w Pabianicach, posłem na Sejm PRL, radnym i przewodniczącym Miejskiej Rady Narodowej, współzałożycielem i wieloletnim prezesem Oddziału Ligi Obrony Kraju w Pabianicach i prezesem Oddziału Społecznego Komitetu Przeciwalkoholowego w Pabianicach.

### Działalność krajoznawcza w PTTK
W 1956 wstąpił do PTTK i rozpoczął aktywną działalność przy umacnianiu słabo działającego Oddziału Pabianickiego PTTK. W latach 1951–1954 praca Oddziału była bardzo słaba, większość członków Polskiego Towarzystwa Krajoznawczego (PTK) nie wyraziło akcesu przynależności do PTTK, powstałego w grudniu 1950 z połączenia PTK i Polskiego Towarzystwa Tatrzańskiego (PTT), w 1955 utworzono więc nowy, tymczasowy Zarząd Oddziału PTTK i na prezesa wybrano Zygmunta Adamczewskiego, w 1956 Oddział uzyskał lokal przy ul. Gdańskiej a Walny Zjazd Oddziału legalnie wybrał prezesem Z. Adamczewskiego, który pełnił tę funkcję do 1961.
W 1958 zorganizował koło PTTK przy PZPB „Pamotex” i był jego prezesem. W 1976 wybrany został wiceprezesem Oddziału PTTK im. K. Staszewskiego w Pabianicach oraz prezesem Koła Terenowego.

### Śmierć
Zmarł nagle 27 lutego 1980, pochowany na cmentarzu w Pabianicach.

## Odznaczenia i wyróżnienia
- Krzyż Kawalerski Orderu Odrodzenia Polski,
- Złoty Krzyż Zasługi,
- Medal „Za zasługi dla obronności kraju”,
- Odznaka 1000-lecia Państwa Polskiego,
- Srebrna Odznaka „Zasłużony Działacz Turystyki”,
- Złota Honorowa Odznaka PTTK,
- Honorowa Odznaka Województwa Łódzkiego,
- odznaczenia oddziałowe PTTK i inne.